# Grand Prix automobile de Grande-Bretagne 2022
GP précédent GP suivant
Le Grand Prix automobile de Grande-Bretagne 2022 (Formula 1 Lenovo British Grand Prix 2022) disputé le 3 juillet 2022 sur le circuit de Silverstone, est la 1067e épreuve du championnat du monde de Formule 1 courue depuis 1950, à l'endroit où se disputa aussi la première d'entre-elles le 13 mai 1950. Il s'agit de la soixante-treizième édition du Grand Prix de Grande-Bretagne comptant pour le championnat du monde de Formule 1, la cinquante-sixième disputée sur le circuit de Silverstone et de la dixième manche du championnat 2022. La « qualification sprint », inaugurée lors du Grand Prix de Grande-Bretagne 2021, n'est pas reconduite à Silverstone en 2022.
Lors d'une séance de qualifications débutée sur une piste détrempée et disputée en pneus intermédiaires, Max Verstappen domine les deux premières phases qualificatives mais, en commettant une erreur dans chacun de ses tours lancés lors de la phase finale, ne peut empêcher Carlos Sainz Jr. d'obtenir sa première pole position en Formule 1 en cent-cinquante tentatives ; le Néerlandais échoue à 72 millièmes de seconde et accompagne son rival en première ligne. Leurs coéquipiers occupent la deuxième ligne, Charles Leclerc précédant Sergio Pérez. Lewis Hamilton, cinquième, s'élance devant son compatriote Lando Norris tandis que Fernando Alonso et George Russell sont en quatrième ligne. Zhou Guanyu, neuvième, réalise sa meilleure qualification depuis ses débuts et Nicholas Latifi, dixième, atteint, pour la première fois de sa carrière, la phase finale des qualifications.
La course est ponctuée dès le départ par un accident en cascade : en pleine accélération avant le premier virage, Pierre Gasly tente de s'infiltrer entre George Russell et Zhou Guanyu mais l'AlphaTauri AT03 touche la Mercedes W13 qui se met en travers et percute l'Alfa Romeo C42 qui se retourne. Glissant sur son arceau de sécurité, la machine traverse le bac à graviers sans ralentir, rebondit sur le mur de pneus et achève sa course contre les grillages qui protègent le public, retombant à l'envers, coincée entre ceux-ci et le rail qui protège la rangée de pneus. Dans le peloton, Valtteri Bottas lève le pied en apercevant le violent accident de son coéquipier et contraint Sebastian Vettel à monter sur ses freins. Alexander Albon, qui le suit, ne peut l'éviter : traversant la piste après avoir tapé le mur, la Williams FW44 accroche l'AlphaTauri de Yuki Tsunoda et l'Alpine A522 d'Esteban Ocon. Le drapeau rouge est instantanément brandi. 
L'interruption dure près d'une heure, durant laquelle des nouvelles rassurantes de Zhou Guanyu et d'Alexander Albon sont données. Si Max Verstappen, en pneus tendres, a pris le meilleur sur Carlos Sainz en gommes medium à l'extinction des feux au premier départ, le pilote Ferrari lui résiste au deuxième départ et boucle les neuf premiers tours en tête mais il commet une petite erreur à la réaccélération dans Becketts, mettant deux roues dans le gazon ; Verstappen le dépasse dès lors dans Hangar Straight. Toutefois, peu de temps après, la Red Bull no 1 roule sur un débris de carbone et son comportement devient erratique ; contraint à rentrer au stand dans la douzième boucle, il ne jouera plus aucun rôle dans cette course et les Ferrari reprennent les commandes, devant Lewis Hamilton et Sergio Pérez. Après le ballet des arrêts au stand (Hamilton est en tête de la course du vingt-sixième au trente-troisième tour), Leclerc s'installe aux commandes à partir de la trente-quatrième boucle et augmente progressivement son avance sur son coéquipier. Les cartes sont rebattues quand Esteban Ocon gare son Alpine en panne en pleine ligne droite, ce qui provoque la sortie de la voiture de sécurité, au trente-neuvième tour. Sainz et Hamilton empruntent immédiatement la voie des stands pour se chausser en pneus tendres alors que Leclerc reste en piste. 
Après la relance, au quarante-troisième tour, la course donne lieu à une série de passes d'armes spectaculaires notamment dues à la résistance acharnée de Leclerc face aux voitures chaussées de pneumatiques neufs et plus rapides que la sienne. Sainz le dépasse sans souci et file vers la première victoire de sa carrière après 150 départs. Pérez prend le meilleur sur Hamilton, se lance à l'attaque de Leclerc et, dans l'enchaînement Magotts-Becketts-Chapel alors qu'ils sont roue dans roue, Hamilton s'infiltre à l'intérieur pour un double dépassement qui fait hurler les tribunes de plaisir. Cette embellie pour la W13 est de courte durée : Pérez le reprend rapidement, de même que Leclerc. Au quarante-huitième tour, Hamilton repasse à l'attaque, déboîte, se porte devant, mais le Monégasque, resté pied au plancher dans Copse, lui résiste ; ils roulent un moment côte-à-côte puis le septuple champion du monde le dépasse. Ainsi, le podium est constitué à quatre tours de l'arrivée : victoire de Sainz, qui interrompt une série de six victoires consécutives de Red Bull, devant Pérez et Hamilton. Leclerc termine au pied du podium, furieux après son écurie. Fernando Alonso termine cinquième, juste devant Lando Norris. Verstappen ne peut pas faire mieux que septième en résistant aux assauts de Mick Schumacher dans les trois derniers tours. Huitième, il marque les premiers points de sa carrière. Sebastian Vettel et Kevin Magnussen prennent les points restants.   
Au championnat du monde, Verstappen (181 points) conserve une avance de 34 unités sur son coéquipier Pérez, qui n'a que 9 points de plus que Leclerc (138 points). À la quatrième place, Sainz, désormais 112e vainqueur de Grand Prix, compte 127 points et dépasse Russell (111 points) qui n'a pas pu repartir après le crash du départ ; suivent Hamilton, sixième (93 points), Norris (58 points), Bottas (46 points) et les pilotes Alpine, Ocon (39 points) et Alonso (28 points). Chez les constructeurs, Red Bull (328 points) possède une large avance sur Ferrari (265 points) ; Mercedes est sur le podium avec 204 points et les trois écuries sont détachées par rapport à McLaren (73 points), Alpine (67 points), Alfa Romeo (51 points), AlphaTauri (27 points), Haas (20 points) et Aston Martin (18 points). Williams, avec 3 points, ferme la marche.

## Pneus disponibles
| Pneus pour piste sèche | Pneus pour piste sèche | Pneus pour piste sèche | Pneus pluie    | Pneus pluie |
| ---------------------- | ---------------------- | ---------------------- | -------------- | ----------- |
| Durs (Type C1)         | Medium (Type C2)       | Tendres (Type C3)      | Intermédiaires | Pluie       |

## Essais libres

### Première séance, le vendredi de 14 h à 15 h
| Pos. | Pilote           | Voiture            | Chrono         | Écart     |
| ---- | ---------------- | ------------------ | -------------- | --------- |
| 1    | Valtteri Bottas  | Alfa Romeo-Ferrari | 1 min 42 s 249 |           |
| 2    | Lewis Hamilton   | Mercedes           | 1 min 42 s 781 | + 0 s 532 |
| 3    | Carlos Sainz Jr. | Ferrari            | 1 min 42 s 967 | + 0 s 718 |
| 4    | Charles Leclerc  | Ferrari            | 1 min 43 s 801 | + 1 s 552 |
| 5    | Mick Schumacher  | Haas-Ferrari       | 1 min 43 s 895 | + 1 s 646 |
| 6    | Zhou Guanyu      | Alfa Romeo-Ferrari | 1 min 46 s 171 | + 3 s 922 |

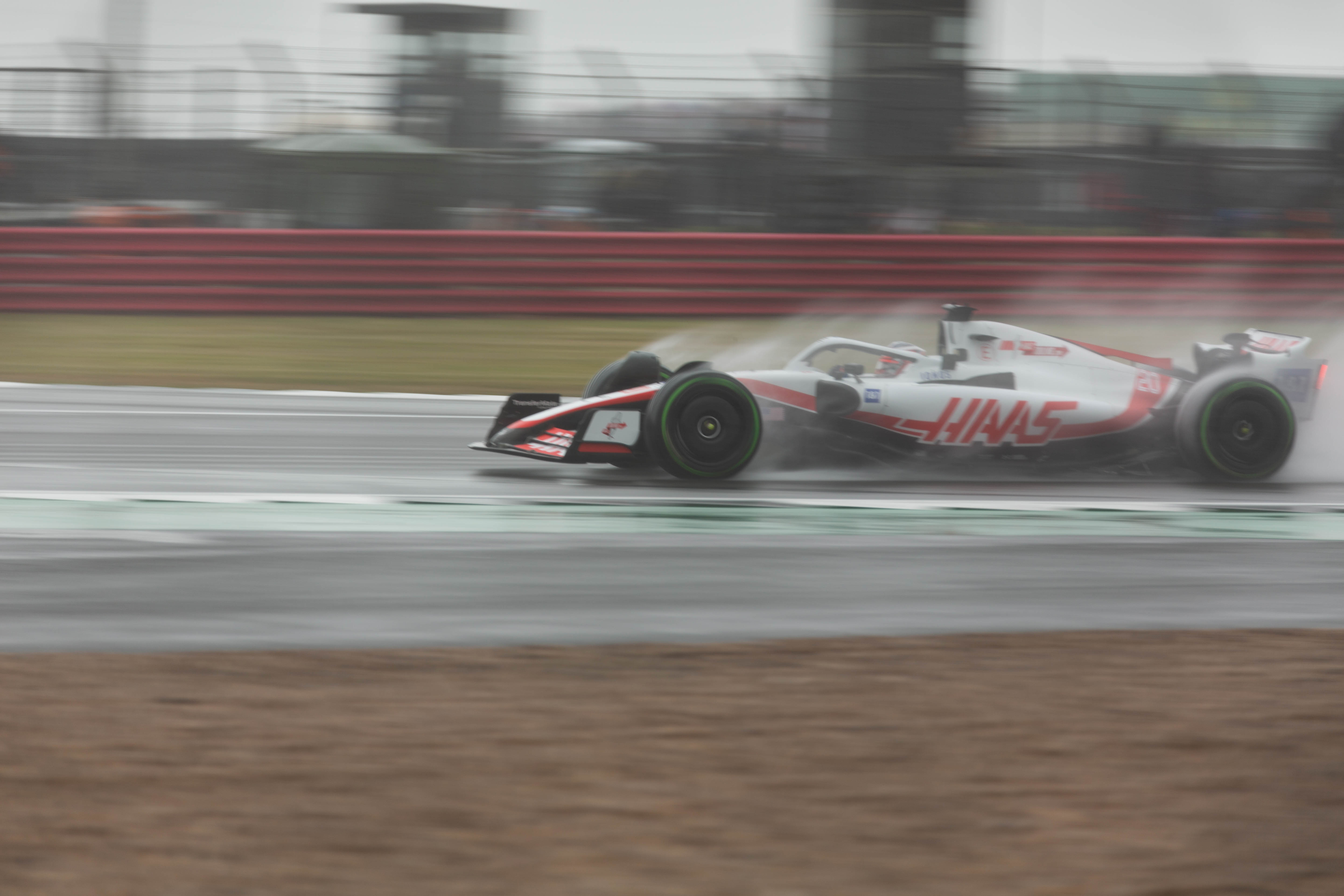
Kevin Magnussen au volant de la Haas VF-22 au Grand Prix automobile de Grande-Bretagne 2022.

- Une averse frappe Silverstone peu avant le début des essais ; les pilotes prennent la piste sur un asphalte détrempé et sous des trombes d'eau durant les vingt premières minutes de la session. Charles Leclerc est le seul à réaliser un tour chronométré durant cette période. La pluie se calme pendant les vingt minutes suivantes et Carlos Sainz obtient le meilleur temps devant Valtteri Bottas. Une nouvelle averse, de courte durée, perturbe la séance mais le soleil perce durant les dix dernières minutes, permettant à la piste de s'assécher et à Bottas de prendre le meilleur temps. La séance se conclut par un drapeau rouge à une minute du terme après une sortie de piste de Lance Stroll, en pneus tendres. Derrière les six premiers, seuls Kevin Magnussen, Lance Stroll, Yuki Tsunoda et Sebastian Vettel réalisent un tour chronométré[5].

### Deuxième séance, le vendredi de 17 h à 18 h

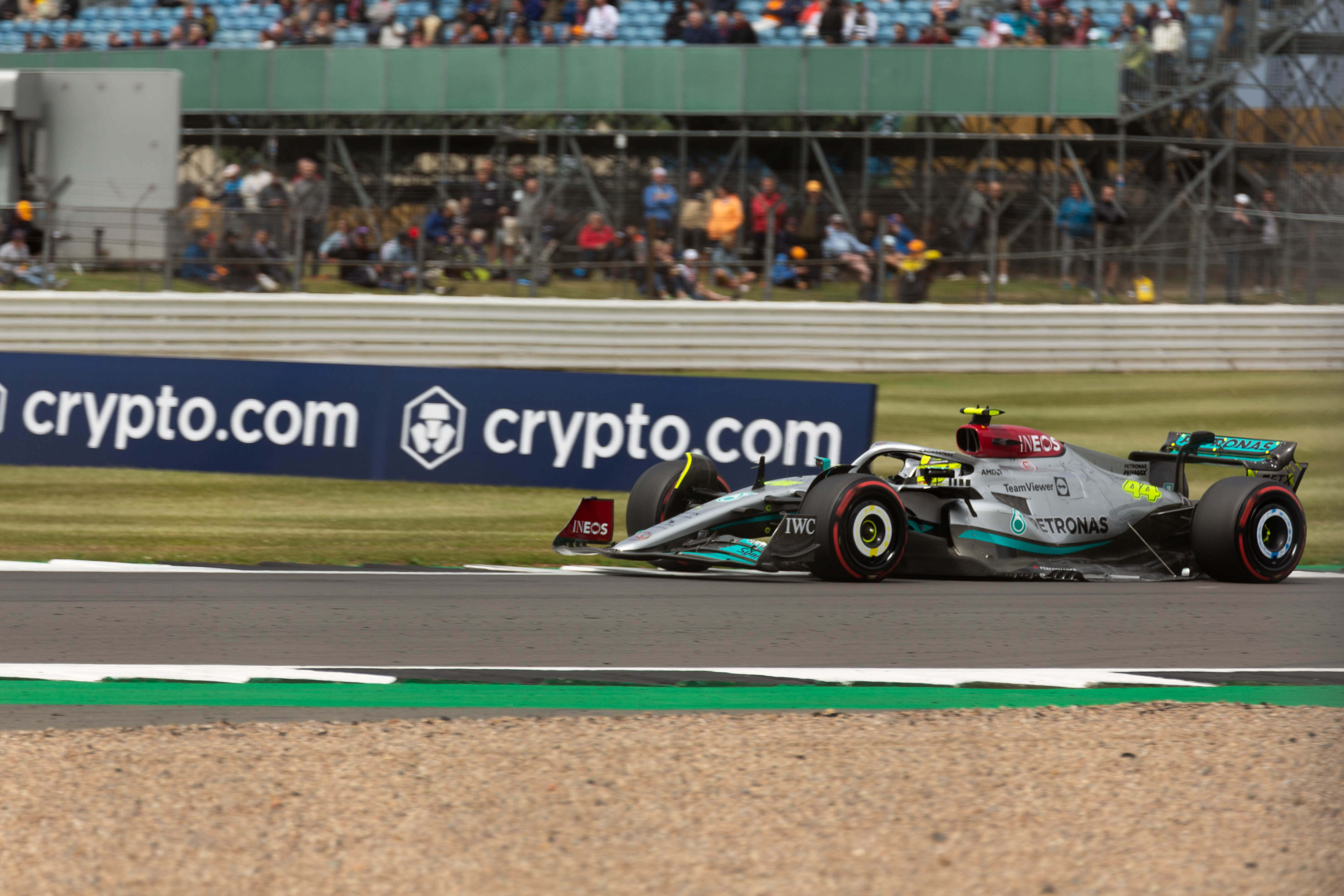
Lewis Hamilton au Grand Prix automobile de Grande-Bretagne 2022.

| Pos. | Pilote           | Voiture          | Chrono         | Écart     |
| ---- | ---------------- | ---------------- | -------------- | --------- |
| 1    | Carlos Sainz Jr. | Ferrari          | 1 min 28 s 942 |           |
| 2    | Lewis Hamilton   | Mercedes         | 1 min 29 s 105 | + 0 s 163 |
| 3    | Lando Norris     | McLaren-Mercedes | 1 min 29 s 118 | + 0 s 176 |
| 4    | Max Verstappen   | Red Bull         | 1 min 29 s 149 | + 0 s 207 |
| 5    | Charles Leclerc  | Ferrari          | 1 min 29 s 404 | + 0 s 462 |
| 6    | Fernando Alonso  | Alpine-Renault   | 1 min 29 s 695 | + 0 s 753 |

### Troisième séance, le samedi de 13 h à 14 h

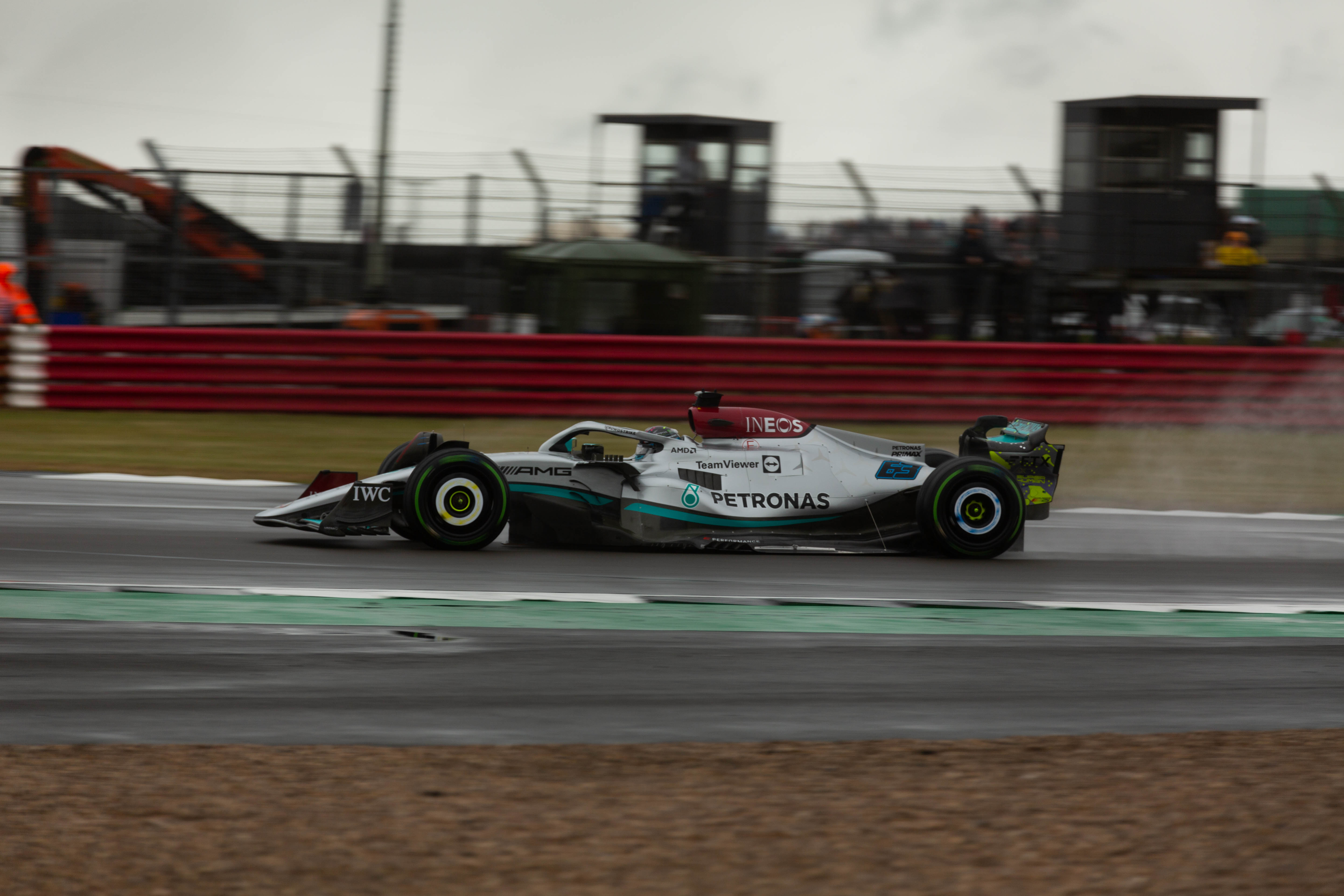
George Russell au Grand Prix automobile de Grande-Bretagne 2022.

| Pos. | Pilote           | Voiture  | Chrono         | Écart     |
| ---- | ---------------- | -------- | -------------- | --------- |
| 1    | Max Verstappen   | Red Bull | 1 min 27 s 901 |           |
| 2    | Sergio Pérez     | Red Bull | 1 min 28 s 311 | + 0 s 410 |
| 3    | Charles Leclerc  | Ferrari  | 1 min 28 s 348 | + 0 s 447 |
| 4    | George Russell   | Mercedes | 1 min 28 s 426 | + 0 s 525 |
| 5    | Lewis Hamilton   | Mercedes | 1 min 28 s 488 | + 0 s 587 |
| 6    | Carlos Sainz Jr. | Ferrari  | 1 min 28 s 689 | + 0 s 788 |

## Séance de qualifications

### Résultats des qualifications et grille de départ
| Pos.                                                                         | Pilote           | Écurie                | Qualifications 1 | Qualifications 2 | Qualifications 3 |
| ---------------------------------------------------------------------------- | ---------------- | --------------------- | ---------------- | ---------------- | ---------------- |
| 1                                                                            | Carlos Sainz Jr. | Ferrari               | 1 min 40 s 190   | 1 min 41 s 602   | 1 min 40 s 983   |
| 2                                                                            | Max Verstappen   | Red Bull              | 1 min 39 s 129   | 1 min 40 s 655   | 1 min 41 s 055   |
| 3                                                                            | Charles Leclerc  | Ferrari               | 1 min 39 s 846   | 1 min 41 s 247   | 1 min 41 s 298   |
| 4                                                                            | Sergio Pérez     | Red Bull              | 1 min 40 s 521   | 1 min 42 s 513   | 1 min 41 s 616   |
| 5                                                                            | Lewis Hamilton   | Mercedes              | 1 min 40 s 428   | 1 min 41 s 062   | 1 min 41 s 995   |
| 6                                                                            | Lando Norris     | McLaren-Mercedes      | 1 min 41 s 515   | 1 min 41 s 821   | 1 min 42 s 084   |
| 7                                                                            | Fernando Alonso  | Alpine-Renault        | 1 min 41 s 598   | 1 min 42 s 209   | 1 min 42 s 116   |
| 8                                                                            | George Russell   | Mercedes              | 1 min 40 s 028   | 1 min 41 s 725   | 1 min 42 s 161   |
| 9                                                                            | Zhou Guanyu      | Alfa Romeo-Ferrari    | 1 min 40 s 791   | 1 min 42 s 640   | 1 min 42 s 719   |
| 10                                                                           | Nicholas Latifi  | Williams-Mercedes     | 1 min 41 s 998   | 1 min 43 s 273   | 2 min 03 s 095   |
| 11                                                                           | Pierre Gasly     | AlphaTauri-Red Bull   | 1 min 41 s 680   | 1 min 43 s 702   |                  |
| 12                                                                           | Valtteri Bottas  | Alfa Romeo-Ferrari    | 1 min 41 s 396   | 1 min 44 s 232   |                  |
| 13                                                                           | Yuki Tsunoda     | AlphaTauri-Red Bull   | 1 min 41 s 893   | 1 min 44 s 311   |                  |
| 14                                                                           | Daniel Ricciardo | McLaren-Mercedes      | 1 min 41 s 933   | 1 min 44 s 355   |                  |
| 15                                                                           | Esteban Ocon     | Alpine-Renault        | 1 min 41 s 730   | 1 min 45 s 190   |                  |
| 16                                                                           | Alexander Albon  | Williams-Mercedes     | 1 min 42 s 078   |                  |                  |
| 17                                                                           | Kevin Magnussen  | Haas-Ferrari          | 1 min 42 s 159   |                  |                  |
| 18                                                                           | Sebastian Vettel | Aston Martin-Mercedes | 1 min 42 s 666   |                  |                  |
| 19                                                                           | Mick Schumacher  | Haas-Ferrari          | 1 min 42 s 708   |                  |                  |
| 20                                                                           | Lance Stroll     | Aston Martin-Mercedes | 1 min 43 s 430   |                  |                  |
| Pas de temps minimal à réaliser, la qualification se déroulant sous la pluie |                  |                       |                  |                  |                  |

## Course

### Classement de la course
| Pos. | no | Pilote           | Écurie                | Tours | Temps/Abandon                      | Grille | Points |
| ---- | -- | ---------------- | --------------------- | ----- | ---------------------------------- | ------ | ------ |
| 1    | 55 | Carlos Sainz Jr. | Ferrari               | 52    | 2 h 17 min 50 s 311 (133,286 km/h) | 1      | 25     |
| 2    | 11 | Sergio Pérez     | Red Bull              | 52    | + 3 s 779                          | 4      | 18     |
| 3    | 44 | Lewis Hamilton   | Mercedes              | 52    | + 6 s 225                          | 5      | 15 + 1 |
| 4    | 16 | Charles Leclerc  | Ferrari               | 52    | + 8 s 546                          | 3      | 12     |
| 5    | 14 | Fernando Alonso  | Alpine-Renault        | 52    | + 9 s 571                          | 7      | 10     |
| 6    | 4  | Lando Norris     | McLaren-Mercedes      | 52    | + 11 s 943                         | 6      | 8      |
| 7    | 1  | Max Verstappen   | Red Bull              | 52    | + 18 s 777                         | 2      | 6      |
| 8    | 47 | Mick Schumacher  | Haas-Ferrari          | 52    | + 18 s 995                         | 19     | 4      |
| 9    | 5  | Sebastian Vettel | Aston Martin-Mercedes | 52    | + 22 s 355                         | 18     | 2      |
| 10   | 20 | Kevin Magnussen  | Haas-Ferrari          | 52    | + 24 s 590                         | 17     | 1      |
| 11   | 18 | Lance Stroll     | Aston Martin-Mercedes | 52    | + 26 s 147                         | 20     |        |
| 12   | 6  | Nicholas Latifi  | Williams-Mercedes     | 52    | + 32 s 511                         | 10     |        |
| 13   | 3  | Daniel Ricciardo | McLaren-Mercedes      | 52    | + 32 s 817                         | 14     |        |
| 14   | 22 | Yuki Tsunoda     | AlphaTauri-Red Bull   | 52    | + 40 s 910                         | 13     |        |
| Abd. | 31 | Esteban Ocon     | Alpine- Renault       | 37    | Pompe à essence                    | 15     |        |
| Abd. | 10 | Pierre Gasly     | AlphaTauri-Red Bull   | 26    | Aileron arrière                    | 11     |        |
| Abd. | 77 | Valtteri Bottas  | Alfa Romeo-Ferrari    | 20    | Boîte de vitesses                  | 12     |        |
| Abd. | 63 | George Russell   | Mercedes              | 0     | Carambolage                        | 8      |        |
| Abd. | 24 | Zhou Guanyu      | Alfa Romeo-Ferrari    | 0     | Carambolage                        | 9      |        |
| Abd. | 23 | Alexander Albon  | Williams-Mercedes     | 0     | Carambolage                        | 16     |        |

### Pole position et record du tour
- Pole position :  Carlos Sainz Jr. (Ferrari) en 1 min 40 s 983 (210,011 km/h)[11].
- Meilleur tour en course :  Lewis Hamilton (Mercedes) en 1 min 30 s 510 (234,312 km/h) au cinquante-deuxième tour ; troisième de la course, il remporte le point bonus associé au meilleur tour en course[12].

### Tours en tête
- Max Verstappen (Red Bull) : 4 tours (1 / 10-12)[13]
- Carlos Sainz Jr. (Ferrari) : 27 tours (2-9 / 13-20 / 39 / 43-52)
- Charles Leclerc (Ferrari) : 13 tours (21-25 / 34-38 / 40-42)
- Lewis Hamilton (Mercedes) : 8 tours (26-33)

## Classements généraux à l'issue de la course
| Pos. | Pilote           | Écurie                | Points |
| ---- | ---------------- | --------------------- | ------ |
| 1    | Max Verstappen   | Red Bull              | 181    |
| 2    | Sergio Pérez     | Red Bull              | 147    |
| 3    | Charles Leclerc  | Ferrari               | 138    |
| 4    | Carlos Sainz Jr. | Ferrari               | 127    |
| 5    | George Russell   | Mercedes              | 111    |
| 6    | Lewis Hamilton   | Mercedes              | 93     |
| 7    | Lando Norris     | McLaren-Mercedes      | 58     |
| 8    | Valtteri Bottas  | Alfa Romeo-Ferrari    | 46     |
| 9    | Esteban Ocon     | Alpine-Renault        | 39     |
| 10   | Fernando Alonso  | Alpine-Renault        | 28     |
| 11   | Pierre Gasly     | AlphaTauri-Red Bull   | 16     |
| 12   | Kevin Magnussen  | Haas-Ferrari          | 16     |
| 13   | Daniel Ricciardo | McLaren-Mercedes      | 15     |
| 14   | Sebastian Vettel | Aston Martin-Mercedes | 15     |
| 15   | Yuki Tsunoda     | AlphaTauri-Red Bull   | 11     |
| 16   | Zhou Guanyu      | Alfa Romeo-Ferrari    | 5      |
| 17   | Mick Schumacher  | Haas-Ferrari          | 4      |
| 18   | Alexander Albon  | Williams-Mercedes     | 3      |
| 19   | Lance Stroll     | Aston Martin-Mercedes | 3      |

| Pos. | Écurie                | Points |
| ---- | --------------------- | ------ |
| 1    | Red Bull              | 328    |
| 2    | Ferrari               | 265    |
| 3    | Mercedes              | 204    |
| 4    | McLaren-Mercedes      | 73     |
| 5    | Alpine-Renault        | 67     |
| 6    | Alfa Romeo-Ferrari    | 51     |
| 7    | AlphaTauri-Red Bull   | 27     |
| 8    | Haas-Ferrari          | 20     |
| 9    | Aston Martin-Mercedes | 18     |
| 10   | Williams-Mercedes     | 3      |

## Statistiques
Le Grand Prix de Grande-Bretagne 2022 représente :
- la 1re pole position de Carlos Sainz Jr. pour son 150e départ en Formule 1[17] ; seul Sergio Pérez a dû attendre plus longtemps (213 tentatives)[18] ;
- la 1re victoire de Carlos Sainz Jr. pour son 150e départ en Formule 1[19] ; seul Sergio Pérez a dû attendre plus longtemps (190 départs)[18] ;
- la 241e victoire pour Ferrari en tant que constructeur[20] ;
- la 242e victoire pour Ferrari en tant que motoriste[21] ;
- les 1ers points de Mick Schumacher[22] ;

Au cours de ce Grand Prix :
- Carlos Sainz Jr. devient le 104e poleman de l'histoire de la Formule 1[23] ;
- Carlos Sainz Jr. devient le 112e vainqueur de l'histoire de la Formule 1 et le second Espagnol, après Fernando Alonso[24],[25] ;
- Fernando Alonso, avec 92 684 kilomètres en course, bat le record de Kimi Räikkönen (92 636 kilomètres)[18] ;
- Fernando Alonso passe la barre des 2 000 points inscrits en Formule 1 (2 008 points)[26] ;
- Sergio Pérez est élu « Pilote du jour » à l'issue d'un vote organisé sur le site officiel de la Formule 1[27] ;
- pour la seizième année consécutive, Lewis Hamilton effectue au moins un tour en tête d'un Grand Prix ; il bat le précédent record établi par Michael Schumacher de 1992 à 2006[28] ;
- Lewis Hamilton monte sur son dixième podium consécutif à Silverstone ; il s'agit de son treizième sur cette piste, ce qui constitue un nouveau record puisqu'il bat Michael Schumacher qui est monté à douze reprises sur les podiums de Barcelone, Imola et Montréal[18] ;
- après l'abandon de George Russell au premier tour, Lewis Hamilton est le dernier pilote du plateau à avoir terminé toutes les courses de la saison sans abandon[18] ;
- pour la première fois de sa carrière, Nicholas Latifi atteint la phase Q3 des qualifications[29] ;
- Danny Sullivan (15 Grands Prix chez Tyrrell Racing en 1983, 2 points, vainqueur des 500 miles d'Indianapolis 1985 et champion CART en 1988) a été nommé conseiller par la FIA pour aider dans leurs jugements le groupe des commissaires de course[30].